# Бартли, Кайл
Кайл Ба́ртли (англ. Kyle Bartley; 22 мая 1991, Манчестер) — английский футболист, центральный защитник «Вест Бромвич Альбион».

## Клубная карьера
Бартли родился в Манчестере, начал свою карьеру с «Болтоном». Контракт с «Арсеналом» был подписан 31 июля 2007 года. Выступал за резервную команду «Арсенала» (одно время был её капитаном), в её составе выиграл молодёжный Кубок Англии в 2009 году.
Бартли дебютировал за «Арсенал» 9 декабря 2009 года в Лиге чемпионов в матче против «Олимпиакоса». В феврале 2010 года отправился в аренду на три месяца в клуб «Шеффилд Юнайтед». Он играл регулярно в течение всего времени аренды. Бартли вернулся в «Арсенал», отыграв за «Шеффилд Юнайтед» 14 матчей в Чемпионшипе.
Накануне следующего сезона Бартли снова был арендован «Шеффилд Юнайтед» на один год. В конце сентября футболист сломал скулу в игре с «Ноттингем Форест» в борьбе с нападающим Деле Адеболой. Через месяц он вернулся в строй и всегда присутствовал в составе команды до январского трансферного окна, когда клуб подписал Нила Коллинза — после чего Бартли покинул клуб и в последний день трансферного окна был арендован шотландским клубом «Рейнджерс». Английский защитник забил свой первый гол за «Рейнджерс» 6 марта 2011 года во встрече с клубом «Сент-Миррен» (итоговый счёт — 1:0). В сезоне 2010/11 «Рейнджерс» стал чемпионом Шотландии.
В начале сезона 2011/12 Бартли вышел на замену вместо Лорана Косельни в матче Emirates Cup (товарищеский предсезонный турнир) между «Арсеналом» и «Нью-Йорк Ред Буллз». Он забил гол в свои ворота в 84-й минуте, после чего игра завершилась вничью 1:1 и «Арсенал» упустил победу в турнире. 3 августа 2011 года Бартли подписал новый контракт с «Арсеналом». На следующий день он решил вернуться в «Рейнджерс» на сезон на правах аренды. В сезоне 2011/12 «Рейнджерс» занял 2-е место в чемпионате Шотландии (даже с учётом снятия 10 очков).
Из-за того, что его шансы пробиться в основной состав «Арсенала» были минимальны, в августе 2012 года Бартли принял решение перейти в «Суонси Сити».
2 июля 2013 года Бартли перешёл в аренду «Бирмингем Сити».

## Достижения
- Обладатель Кубка лиги: 2012/13